# (3411) Debetencourt
(3411) Debetencourt (1980 LK) – planetoida z grupy pasa głównego asteroid okrążająca Słońce w ciągu 3,36 lat w średniej odległości 2,24 j.a. Odkrył ją Henri Debehogne 2 czerwca 1980 roku.